# ヒラスズキ
ヒラスズキ（Lateolabrax latus）は、スズキ目スズキ科スズキ属に属する魚類。

## 分布
日本（茨城県以南の本州・四国・九州の太平洋側沿岸部、種子島、屋久島、日本海西部）、朝鮮半島南部沿岸部・済州島

## 形態
体高が高く、腹鰭起点での体高は体長の26.7 - 31.1 %。体型は頭部から尾柄にかけて側偏する。尾柄部も高いうえに短く、尾柄長は尾柄高の160 - 200 %。頭部は暗青緑色で、躯体背面や尾柄の上縁は暗青色。躯体部では背面から側線周辺にかけて淡色になり、背面を除いて銀白色。下顎の鱗列は発達し、隣接したり重なり合う個体もいる。背鰭軟条数14 - 16（14はまれ）。尾鰭後縁にはわずかに切れ込みが入る。尾鰭は灰色、外縁が暗灰色で、尾鰭基部が黄色みを帯びる個体もいる。

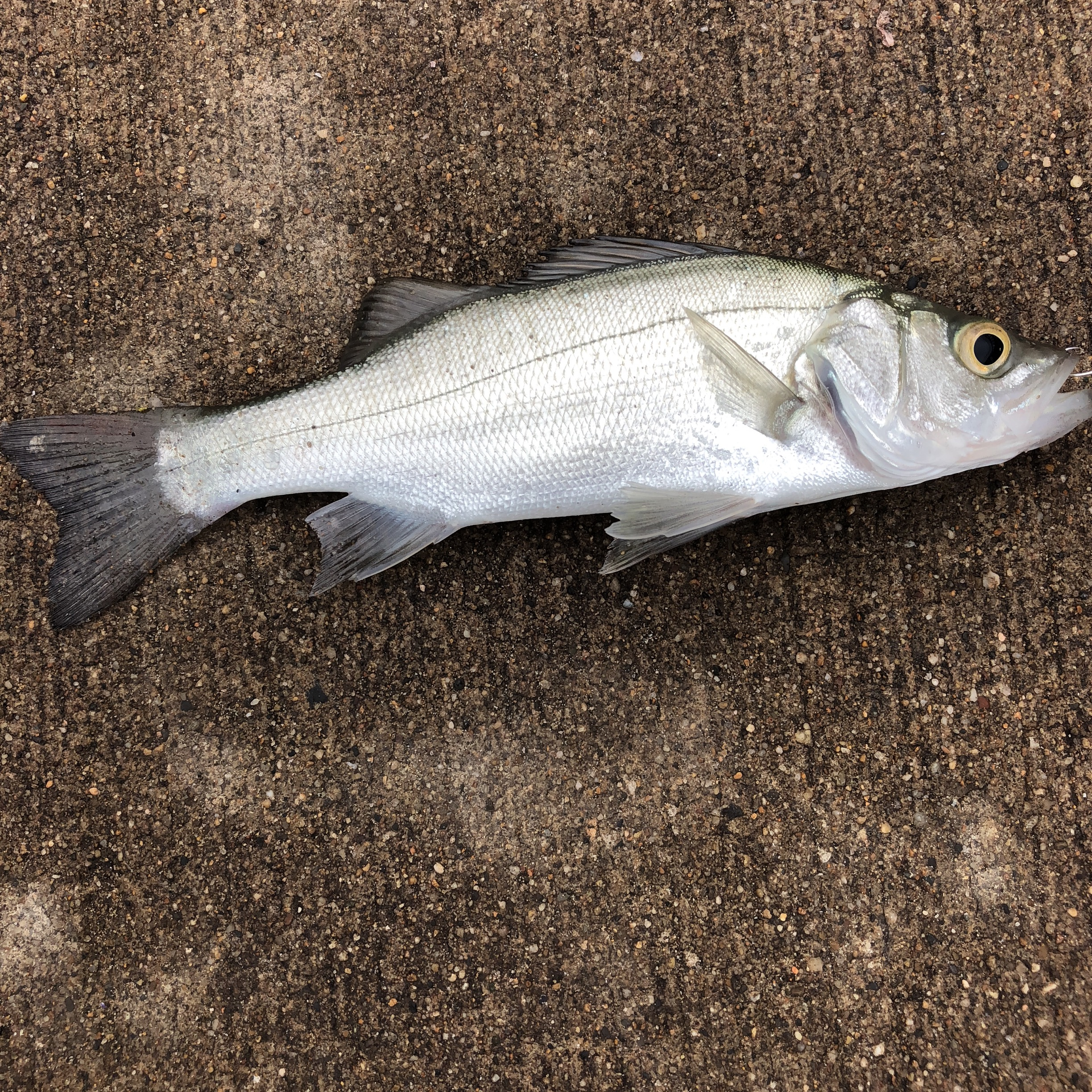
ヒラスズキ 2018.9.4 鹿島港

口は大型で、上顎の後端が虹彩の後縁付近に達するかより後方にある。吻は体長と比較して大型で、吻端から眼窩までの長さ（吻長）は体長の9.4 - 10.6 %。
全長20センチメートル未満の個体は背面がオリーブ色の個体が多いが、頭部が暗青緑色、躯体背面が暗青色、尾柄が暗緑青色の個体もいる。体側面の斑点はより小型で、成長（体長20センチメートル以上）に伴い完全に消失すると考えられている。

## 生態
種子島の河口から1キロメートル上流で幼魚が発見された例があることから幼魚は淡水域に侵入することが示唆され、屋久島の河川での捕獲例や発見例から成魚も淡水域に侵入すると推定されている。スズキとの河口域での競合は地域差があると推定され、和歌山県の加茂川河口域ではほぼスズキが、伊豆半島の稲生沢川河口域は本種が多く採集され、屋久島では本種のみ分布するという報告例もある。